# Лягушки-поросята
Лягушки-поросята (лат. Hemisus) — род бесхвостых земноводных, единственный в семействе Hemisotidae.

## Описание
Это среднего размера лягушки, длиной до 80 мм. Круглые, с короткими ногами.  Нёбные зубы, евстахиева труба и барабанные перепонки отсутствуют. Головы маленькие и узкие, с твёрдой, заострённой мордой.

## Образ жизни
Лягушки-поросята относятся к роющим лягушкам, проводящим большую часть своей жизни под землёй. Но, в отличие от большинства роющих лягушек, роют норы не задними, а передними лапами.

## Размножение
Спаривание происходит в конце сухого сезона в норе самки, после чего самец покидает нору, а самка охраняет икру и головастиков. Как правило, норы располагаются в непосредственной близости от берега, но в некоторых случаях в радиусе до 30 метров от существующих водоёмов, в основном под упавшими деревьями. После начала сезона дождей самка прорывает канал от норы к временным водоёмам, в которых головастики остаются до метаморфоза. Также, головастики могут добираться до водоёмов забираясь на спину матери.

## Распространение
Ареал охватывает страны Африки к югу от Сахары.

## Классификация
На октябрь 2018 года в род включают 9 видов:
- Hemisus barotseensis Channing et Broadley, 2002
- Hemisus brachydactylus Laurent, 1963 — Танзанийская лягушка-поросёнок
- Hemisus guineensis Cope, 1865 — Саванная лягушка-поросёнок
- Hemisus guttatus (Rapp, 1842) — Пятнистая лягушка-поросёнок
- Hemisus marmoratus (Steindachner, 1863) — Мраморная лягушка-поросёнок
- Hemisus microscaphus Laurent, 1972 — Эфиопская лягушка-поросёнок
- Hemisus olivaceus Laurent, 1963 — Оливковая лягушка-поросёнок
- Hemisus perreti Laurent, 1972 — Заирская лягушка-поросёнок
- Hemisus wittei Laurent, 1963 — Лягушка-поросёнок Витта

## Фото
- Саванная лягушка-поросёнок
- Пятнистая лягушка-поросёнок